# 6502-es mellékút (Magyarország)
A 6502-es számú mellékút egy körülbelül 3 kilométer hosszú közút Somogy vármegye északi részén, a Balaton közelében. Balatonőszöd központját köti össze a 7-es főúttal és a szomszédos Balatonszemessel. Korábban négy számjegyű országos közút volt, jelenlegi besorolása nem egyértelmű, de elképzelhető, hogy ma csak önkormányzati útnak minősül.

## Nyomvonala
A 7-es főútból ágazik ki, annak 127+800-as kilométerszelvénye táján, Balatonőszöd közigazgatási területén. Dél-délkelet felé indul, Szabadság utca néven, így halad végig a község központján. Annak déli részét elérve nyugatnak fordul és Mártírok útja lesz a neve, a település nyugati széléig. Utolsó körülbelül fél kilométerét már Balatonszemes területén teljesíti, Toldi Miklós utca néven. A 7-es főútba visszatorkollva ér véget, annak 129+500-as kilométerszelvénye táján.
Teljes hosszát, az országos közutak térképes nyilvántartását szolgáló kira.gov.hu adatbázisa alapján, sem a 2019 novemberi, sem az egy évvel későbbi állapot szerint nem lehet biztosan megállapítani, de nagyjából 2,9 kilométer lehet. Az útszámot az oldal térképe feltünteti, ám más jelölések elmaradása, az adatbázisbeli kereshetőség hiánya, illetve a kilométer-számozás elérhetetlensége is azt valószínűsíti, hogy önkormányzati fenntartású úttá minősítették vissza.